# 637 TCN
637 TCN là một năm trong lịch La Mã.

## Mất
- Mục Cơ (穆姬; là con gái của Tề Văn Công và Tề Khương; k. 672—k. 637)